# Johann Nepomuk Höfel

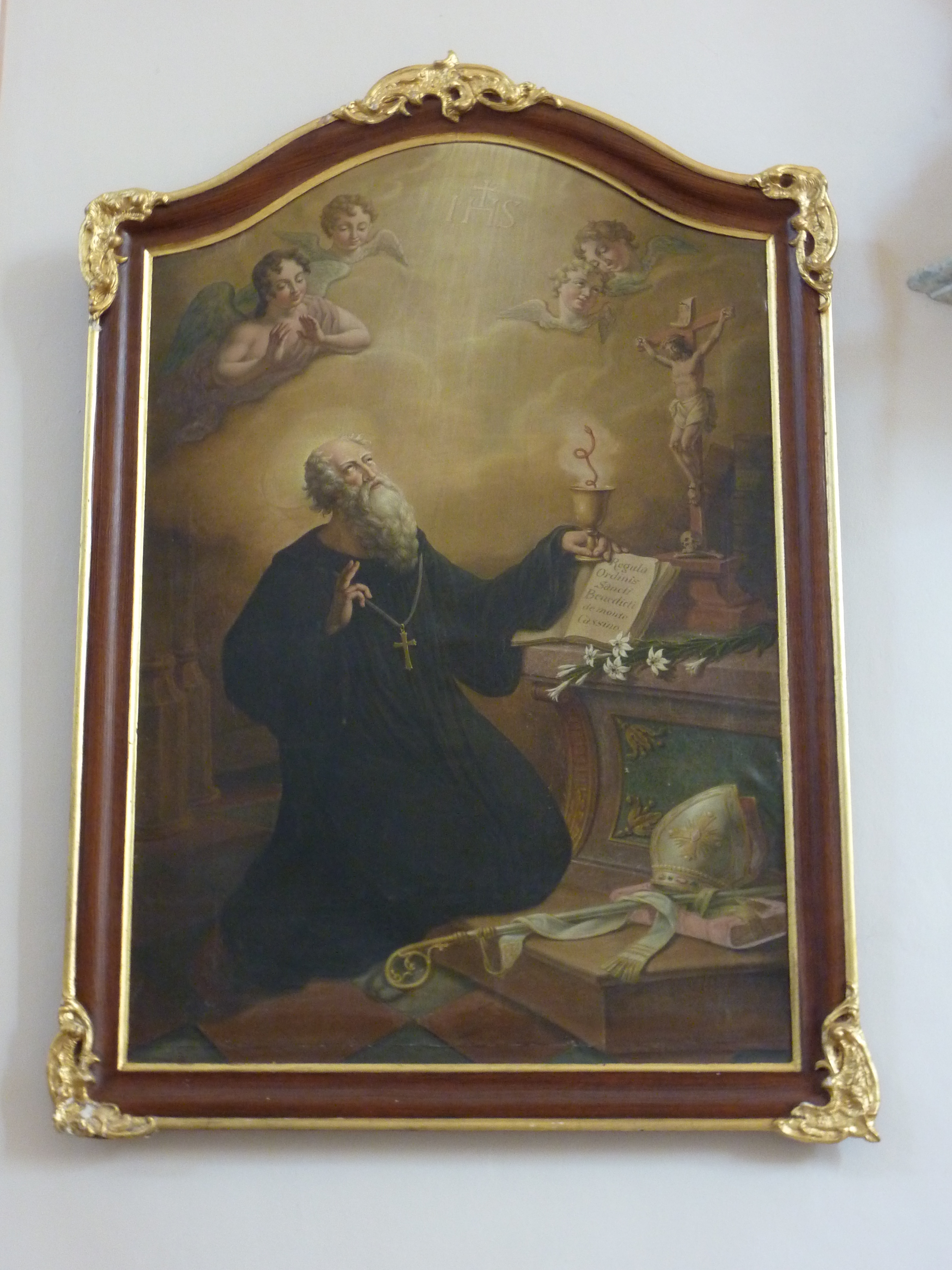
Johann Nepomuk Höfel: Altarbild in der Pfarrkirche von Unternalb, Niederösterreich: Hl. Benedikt, 1859/61

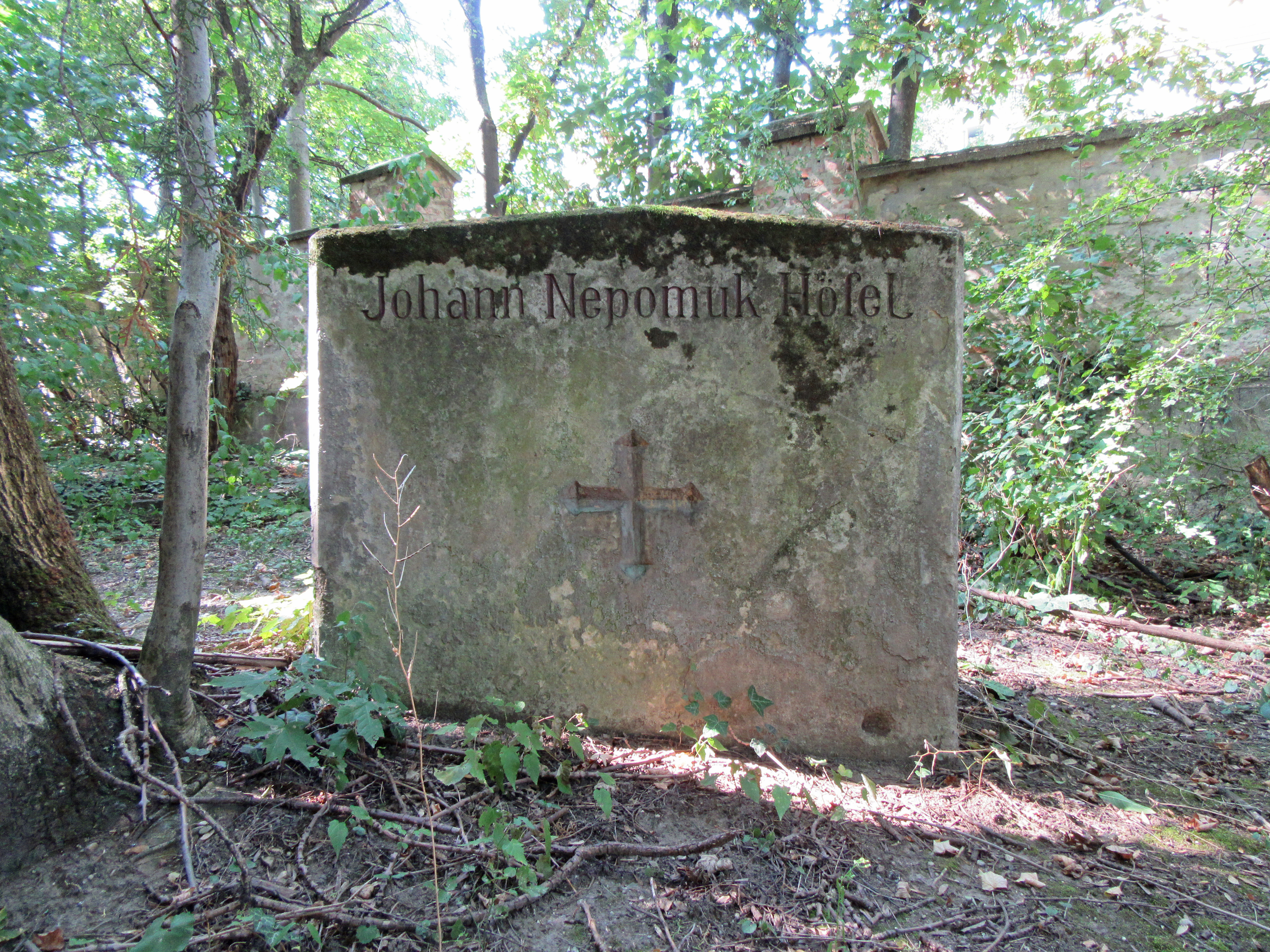
Grab von Johann Nepomuk Höfel auf dem Sankt Marxer Friedhof

Johann Nepomuk Höfel (* 8. Mai 1788 in Ofen, Königreich Ungarn; † 18. Jänner 1864 in Wien, Kaisertum Österreich) war ein österreichischer Maler.

## Leben
Höfel, älterer Bruder des Kupferstechers Blasius Höfel, studierte ab 1804 an der Akademie der Bildenden Künste in Wien bei Johann Ignaz Krafft.
Studienkollegen waren Friedrich Overbeck und Franz Pforr. Er schloss sich einem lockeren Kreis von Künstlern an. Diese stehen der nazarenischen Kunst nahe. Im März 1817 wurde er in den Lukasbund, die künstlerische Vereinigung dieser Bewegung, aufgenommen.
Im Sommer 1817 unternahm er eine Reise ins Land Salzburg, im Oktober reiste er nach Italien, über Venedig und Florenz erreichte er im Jänner 1818 schließlich Rom und schloss sich den dort lebenden Nazarenern an. Von dort aus reiste er weiter bis nach Neapel  und wurde anschließend in Wien sesshaft.
Höfel beschäftigte sich anfangs viel mit Porträtmalerei, später schuf er hauptsächlich Historien- und Altarbilder.
Sein Sohn Theodor Höfel war als Maler in Wien tätig.
Höfel wurde auf dem Sankt Marxer Friedhof bestattet.

## Werke
- Die Söhne des Diagoras von Rhodus als Sieger bei den Olympischen Spielen (1820)
- St. Martinus und St. Antonius von Padua (Altarbild für eine Kirche in Ungarn)
- Die Verklärung der Heiligen Magdalena
- Bildnisse von St. Stephanus, St. Aegidius, St. Michael, sowie des Königs Matthias Corvius, von Grillparzer oder des Johann Ladislaus Pyrker
- 1837 Altarbild hl. Radegundis in der Pfarrkirche Matzendorf